# Роман са контрабасом
„Роман са контрабасом” је југословенски кратки ТВ филм из 1972. године. Режирао га је Здравко Шотра који је написао и сценарио по делу Антона Чехова.

## Улоге
| Глумац              | Улога |
| ------------------- | ----- |
| Ивица Видовић       |       |
| Весна Малохоџић     |       |
| Иван Бекјарев       |       |
| Ђорђе Јелисић       |       |
| Предраг Лаковић     |       |
| Власта Велисављевић |       |